# Даниелян, Михаил Спартакович
Михаил Спартакович Даниелян (род. 20 февраля 1992) — российский самбист, бронзовый призёр чемпионатов России 2015 и 2019 годов, обладатель Кубка России 2015 года, мастер спорта России международного класса. Обладатель Кубка мира 2015 года среди молодёжи. Чемпион МВД России. Чемпион мира среди студентов. Сержант полиции. Выступал в полулёгкой весовой категории (до 57 кг).

## Спортивные результаты
- Чемпионат России по самбо 2015 года — ;
- Кубок России по самбо 2015 года — [2];
- Чемпионат МВД России по самбо 2015 года — [3];
- Мемориал Юрия Потапова 2016 года — [4];
- Чемпионат мира среди студентов 2016 года (Никосия) — [5];
- Чемпионат МВД России по самбо 2017 года — [1];
- Чемпионат России по самбо 2019 года — ;
- Чемпионат России по пляжному самбо 2023 — ;